# Titularbistum Argos
Argos (ital.: Argo) ist ein Titularbistum der römisch-katholischen Kirche. 
Es geht zurück auf ein früheres Bistum der Stadt Argos im Nordosten der Peloponnes in Griechenland, das der Kirchenprovinz Corinthus zugeordnet war.
| Titularbischöfe von Argos |                                             |                                                                                 |                   |                   |
| Nr.                       | Name                                        | Amt                                                                             | von               | bis               |
| 1                         | Bernardino della Chiesa OFM                 | Apostolischer Koadjutorvikar von Fo-Kien Apostolischer Vikar von Fujian (China) | 20. März 1680     | 10. April 1690    |
| 2                         | Johann Alois Schneider                      | Apostolischer Vikar von Sachsen (Königreich Sachsen)                            | 1. März 1816      | 22. Dezember 1818 |
| 3                         | Bernardo Antonio De Riso OSB                | Koadjutorbischof von Catanzaro (Italien)                                        | 9. August 1883    | 23. August 1883   |
| 4                         | Francesco Benassi                           | emeritierter Bischof von Guastalla (Italien)                                    | 10. November 1884 | 15. März 1892     |
| 5                         | Joaquim Arcoverde de Albuquerque Cavalcanti | Koadjutorbischof von São Paulo (Brasilien)                                      | 26. August 1892   | 19. August 1894   |
| 6                         | Antonio Valbonesi                           |                                                                                 | 5. Juni 1899      | 15. April 1901    |
| 7                         | António Moutinho                            | Prälat von Mosambik (Mosambik)                                                  | 18. August 1901   | 14. November 1904 |
| 8                         | Andrea Caron                                | Koadjutorbischof von Ceneda (Italien)                                           | 8. Juli 1905      | 8. Januar 1908    |
| 9                         | Amando Agostino Bahlmann OFM                | Prälat von Santarém (Brasilien)                                                 | 10. Juli 1908     | 5. März 1939      |
| 10                        | Oreste Rauzi                                | Weihbischof in Trient (Italien)                                                 | 17. Juni 1939     | 2. Februar 1973   |